# Овуш-молеш-де-Авейру
Овуш-молеш-де-Авейру (порт. Ovos moles de Aveiro, «мягкие яйца из Авейру») — традиционное португальское кондитерское изделие из округа Авейру. Десерт готовится из яичных желтков, сахара и иногда шоколада. Затем эту смесь помещают в небольшие формочки в виде морских ракушек или других предметов на морскую тематику. Формочки делают из рисовой бумаги или из теста из пшеничной муки, похожего на гостию.
В 2008 году Европейский Союз присвоил ему статус продукта с защищенным географическим указанием.

## История
Овуш-молеш — традиционное кондитерское изделие региона Авейру. Этот десерт ведет свое происхождение от монахинь, которые жили в монастырях доминиканского, францисканского и кармелитского орденов, существовавших в этом районе до начала 20 века, особенно в Монастыре Иисуса (порт. Mosteiro de Jesus). Согласно популярной легенде, монахини использовали яичные белки для отбеливания вещей, а желтки, чтобы их не выкидывать и чтобы зарабатывать деньги для своих религиозных общин - для приготовления сладостей. Когда Первая Португальская республика запретила монастыри в 1910 году, монахини передали рецепты таких сладостей женщинам из высшего сословия. Популярность овуш-молеш возросла, когда женщины в традиционных костюмах Авейру начали продавать их на вокзале Авейру на линии Лиссабон-Порту.

## Приготовление
Чтобы приготовить смесь яичного желтка и сахара для овуш-молеш, желтки тщательно отделяют от яичных белков и смешивают примерно напополам с сахаром. Результирующая смесь имеет очень гладкую и кремовую текстуру. Ее нужно взбивать деревянной ложкой движениями из стороны в сторону, но не круговыми движениями. Затем смесь нагревают в медной кастрюле, пока не станет видно дно кастрюли.
Затем смесь разливают по формочкам сделанным в форме морских ракушек или ввиде других объектов на морскую тематику.  Формочки делают из рисовой бумаги или из теста из пшеничной муки, похожего на гостию. Иногда формочки покрывают инвертным сахаром, чтобы сделать их крепче или сделать непрозрачными.
Магазины, торгующие овуш-молешами, обычно выставляют их в керамических мисках или деревянных бочках, украшенными изображениями молисейру или другими мотивами, связанными с Риа-де-Авейру.

### Шоколадный вариант овуш-молеш
Традиционным вариантом десерта являются приготовленные из 63 % какао и покрытые шоколадом, овуш-молеш. Из-за нехватки шоколада они практически исчезли во время Второй мировой войны. В декабре 2015 года ассоциация производителей овуш-молеш решила вновь запустить производство шоколадных овуш-молеш и создать для них стандартный рецепт. На португальском языке шоколадные овуш-молеш называются «ovos moles pretos», что буквально переводится как «черные мягкие яйца».